# Colletes atacamensis
Colletes atacamensis är en biart som beskrevs av Janvier 1955. Colletes atacamensis ingår i släktet sidenbin, och familjen korttungebin. Inga underarter finns listade i Catalogue of Life.